# Norbert Siedler
Norbert Siedler, född 29 december 1982 i Wildschönau, är en österrikisk racerförare.

## Racingkarriär
Siedler startade sin karriär i karting år 1992, vid tio års ålder. Säsongen 2000 gick han över till formelbilsracing och Formula Ford 1800 Germany. Av säsongens åtta race, körde han endast fyra, men i kraft av en seger tog han sjätteplatsen totalt. Österrikaren flyttade sedan upp till tyska F3-mästerskapet säsongen efter, dock utan några högre poängplaceringar. En artondeplats totalt, ledde till att han stannade kvar i mästerskapet ytterligare ett år. Det året, som var 2002, tog han sin första seger i klassen och slutade på sjätte plats, på samma poäng som Markus Winkelhock, totalt.

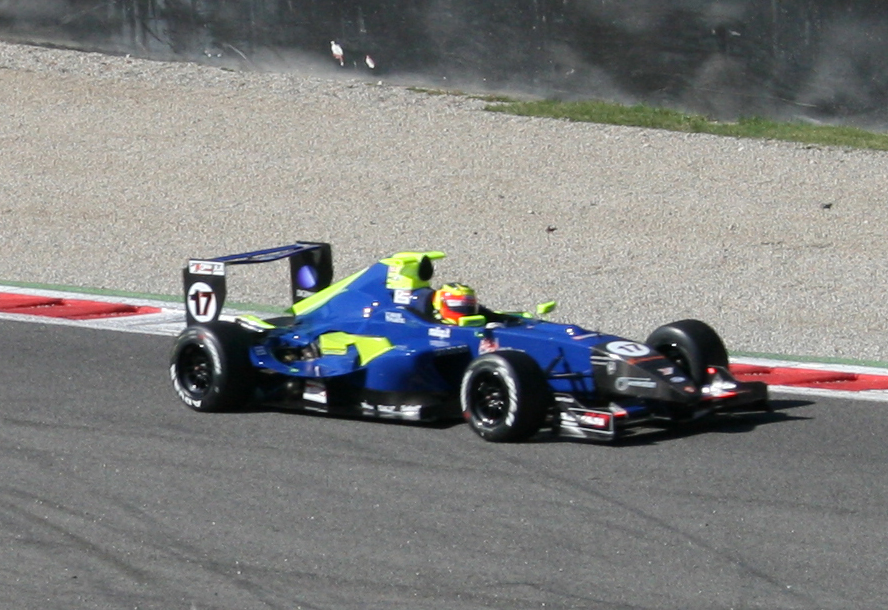
Norbert Siedler i International Formula Master på Autodromo Nazionale Monza 2008.

Till säsongen 2003 blev Siedler kontrakterad som testförare i Formel 1-stallet Minardi. Han tävlade dessutom i World Series by Nissan, vilket resulterade i en total femtondeplats. De kommande året tävlade han i Euro Formula 3000, tog två segrar och blev trea i mästerskapet. 2005 gick han med samma team till 3000 Pro Series, vilket var ett mästerskap som bara hade det namnet under ett år. Återigen tog han vann han två race, men lyckades här vinna mästerskapet tillsammans med Max Busnelli, som slutade på samma antal poäng.
Efter segern i 3000 Pro Series, blev det inte mycket tävlande för hans del under 2006. Han körde tre race i Champ Car Atlantic, på andra sidan Atlanten, samt ett i Le Mans Series LMP2-klass. År 2007 var han dock tillbaka i europeisk formelbilsracing, i och med tävlandet i International Formula Master. Siedler tog fyra pallplatser, varav två segrar, och slutade på sjätte plats i mästerskapet. Han tävlade även i LMP2 i Le Mans Series för Kruse Motorsport, samt körde Le Mans 24-timmars för samma team. Det racet tvingades de dock bryta. Ytterligare ett år stannade han i International Formula Master, men lämnade sedan formelbilsracingen, då det inte blivit någon framgång gentemot året innan. Totalplaceringen blev tia.

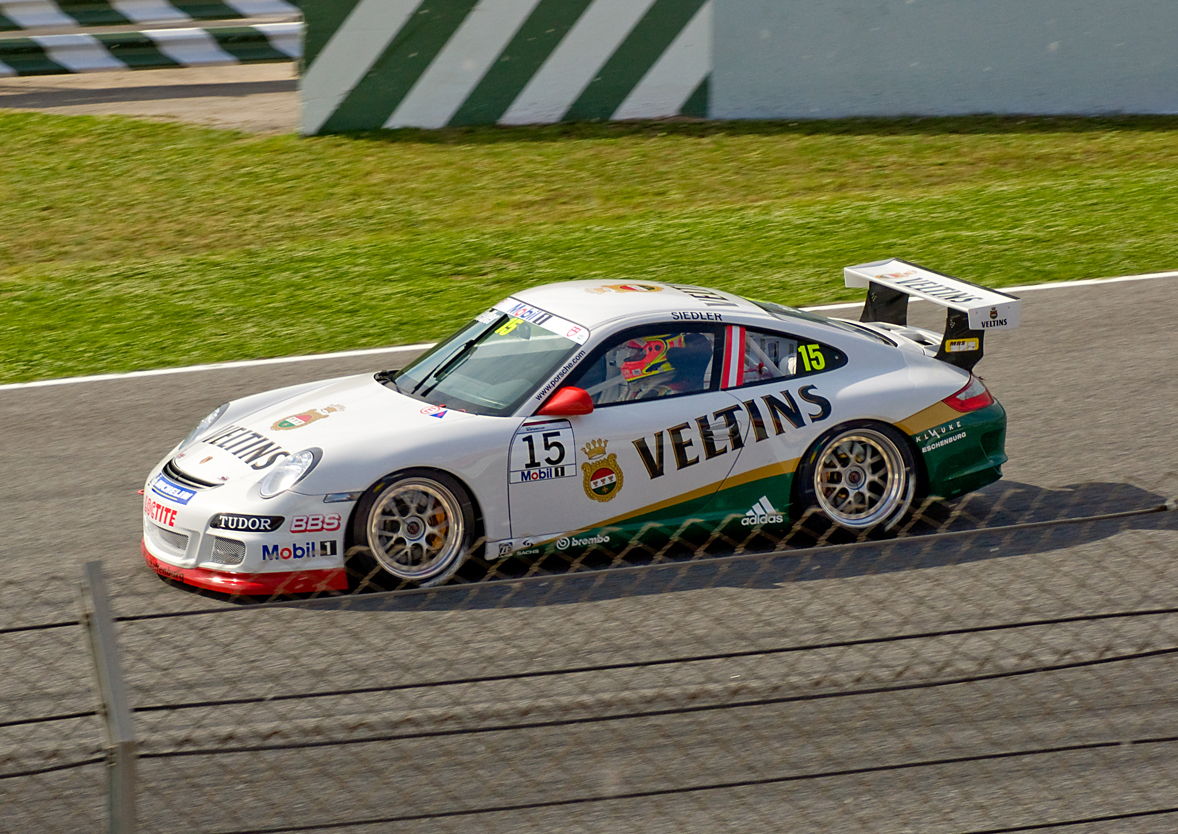
Norbert Siedler i Porsche Supercup på Circuit de Catalunya 2009.

Under 2008 hade Siedler också gjort sin debut i Porsche Supercup. Under hans första säsong kom aldrig de riktigt bra resultaten, utan han lade sig på femtonde plats i mästerskapet. Han började sedan satsa på Porsche Supercup helt och hållet 2009, då han tog en andraplats på Circuit de Spa-Francorchamps som bästa placering. I totalen slutade han på femteplats.
2010 var han med högt uppe i mästerskapet. Han tog sin första seger i Porsche Supercup, samt hade ytterligare två pallplaceringar. Siedler hade ingen chans mot René Rast och Nick Tandy uppe i toppen, men lyckades lägga sig på tredjeplats i förarmästerskapet, dock på samma poäng som Jaap van Lagen och en poäng före sin teamkamrat, Jan Seyffarth. Siedler kör sin fjärde säsong i Porsche Supercup 2011.
| År                                               | Klass/Mästerskap             | Team                                | Bil                              | Totalt/poäng   | Bästa placering            |
| ------------------------------------------------ | ---------------------------- | ----------------------------------- | -------------------------------- | -------------- | -------------------------- |
| 2000                                             | Formula Ford 1800 Germany    | ?                                   | ?                                | 6:a/62p        | 1:a på ?                   |
| 2001                                             | Tyska F3-mästerskapet        | Palfinger F3 Racing                 | Dallara F300 (Opel)              | 18:e/24p       | Två fjärdeplatser          |
| 2002                                             | Tyska F3-mästerskapet        | Swiss Racing Team                   | Dallara F302 (Opel)              | 6:a/28p        | 1:a på Hockenheim (Race 2) |
| 2003                                             | World Series by Nissan       | Superfund Zele Racing RC Motorsport | Dallara SN01 (Nissan)            | 15:e/25p       | 3:a på Zolder (Race 1)     |
| 2003                                             | Euro Formula 3000            | Euronova Racing                     | Lola T99/50 (Zytek)              | 12:a/4p        | 3:a i Cagliari             |
| 2003                                             | Formel 1 - Testförare        | Minardi                             | Minardi PS03 (Cosworth CR-3 V10) | testförare     | testförare                 |
| 2004                                             | Superfund Euro Formula 3000  | ADM Motorsport                      | Lola T99/50 (Zytek)              | 3:a/37p        | Två segrar                 |
| 2005                                             | 3000 Pro Series              | ADM Motorsport                      | Lola T99/50 (Zytek)              | 1:a/49p        | Två segrar                 |
| 2006                                             | Champ Car Atlantic           | Brooks Associates Racing            | Swift 0.16a (Toyota)             | 29:a/13p       | ?                          |
| 2006                                             | Le Mans Series - LMP2        | Kruse Motorsport                    | Courage C65 (Judd)               | 12:a/8p        | 2:a på Jarama              |
| 2007                                             | International Formula Master | ADM Motorsport                      | Formula S2000 (Honda)            | 6:a/40p        | Två segrar                 |
| 2007                                             | Le Mans Series - LMP2        | Kruse Motorsport                    | Pescarolo 07 (Judd)              | 10:a/8p        | Två femteplatser           |
| 2007                                             | Le Mans 24-timmars - LMP2    | Kruse Motorsport                    | Pescarolo (Judd)                 | Bröt           | Bröt                       |
| 2008                                             | International Formula Master | ADM Motorsport                      | Formula S2000 (Honda)            | 10:a/22p       | 2:a i Pau (Race 1)         |
| 2008                                             | Porsche Mobil 1 Supercup     | Veltins MRS Racing                  | Porsche 911 GT3 Cup 997          | 15:e/44p       | 4:a på Spa                 |
| 2009                                             | Porsche Mobil 1 Supercup     | Veltins MRS Racing                  | Porsche 911 GT3 Cup 997          | 5:a/132p       | 2:a på Spa                 |
| 2010                                             | Porsche Mobil 1 Supercup     | Veltins MRS Racing                  | Porsche 911 GT3 Cup 997          | 3:a/98p        | 1:a på Catalunya           |
| 2011                                             | Porsche Mobil 1 Supercup     | Veltins Lechner Racing              | Porsche 911 GT3 Cup 997          | säsongen pågår | säsongen pågår             |
| Senast uppdaterad: 2011-05-29 (4961 dagar sedan) |                              |                                     |                                  |                |                            |